# День благотворительности
День благотворительности (перс.  روز احسان و نیکوکاری‎) — иранский праздник, который ежегодно отмечается 5 марта (14 эсфанда по иранскому календарю).

## История праздника
День благотворительности празднуется 5 марта, в годовщину публикации указа высшего руководителя Ирана Рухоллы Хомейни о создании Комитета помощи в 1979 году. Это учреждение было создано для оказания помощи нуждающимся, сиротам и другим социально-неблагополучным группам населения. С момента утверждения данный комитет называется Комитетом помощи имама Хомейни.
Предпосылки создания данного комитета появились еще в 1964 году, когда будущие участники Исламской революции, в основном из числа духовных лиц, начали заниматься благотворительностью, поддерживая семьи заключенных и малообеспеченных граждан. Расцвет их деятельности пришелся на 1978–1979 год, когда количество заключенных, в том числе политических, опасно увеличилось.

## Комитет помощи имама Хомейни
Комитет помощи имама Хомейни (перс.  کمیته‌ی امداد امام خمینی‎) — иранская благотворительная организация. Главной целью организации является восстановление финансовой стабильности малоимущих групп населения. Комитет помощи работает не только в Иране; на протяжении последних лет он также осуществлял благотворительную деятельность в Пакистане, Сомали, Афганистане, Палестине, Боснии и Герцеговине, Республика Косово, Ираке, Таджикистане, Азербайджане, Сирии и Ливане.
По состоянию на декабрь 2008 года в общей сложности 8,6 миллионов малоимущих граждан получили помощь от организации. Около 700 семей попали в «план Раджаи», который обеспечивает социальное страхование для пожилых людей и кочевников, не имеющих страховки. 1,5 миллиона человек, находящихся за чертой бедности, получили бесплатное страхование. 843 тысячи студентов получили средства на обучение в университетах.
Комитет поддерживается иранским правительством и получает хумс (обязательный налог у шиитов, составляющий одну пятую дохода) и закят (один из пяти столпов ислама, обязательный годовой налог в пользу бедных), в том числе закят-аль-Фитр (закят, выплачивающийся в честь конца священного месяца Рамадан). Кроме того, по всей стране размещено огромное количество специальных ящиков для добровольных пожертвований.